# Ochrotrichia spinosa
Ochrotrichia spinosa är en nattsländeart som först beskrevs av Ross 1938.  Ochrotrichia spinosa ingår i släktet Ochrotrichia och familjen smånattsländor. Inga underarter finns listade i Catalogue of Life.